# Colledara
Colledara är en ort och kommun i provinsen Teramo i regionen Abruzzo i Italien. Kommunen hade 2 154 invånare (2018).